# Emmendingen
Emmendingen (pronunciación en alemán: /ˈɛmənˌdɪŋən/ⓘ) es una ciudad de Alemania, en el distrito de Emmendingen, en la región administrativa de Friburgo, estado federado de Baden-Wurtemberg.

## Etimología
La primera referencia al origen del topónimo Emmendingen se halla en un documento escrito del 7 de junio de 1091. Un tal Odalrich de Anemotingen actúa como testigo del conde Burkhart de Nellenburg. Emmendingen parece ser una variante de Anemotingen.

## Historia
- 2 de abril de 1094: primera mención de Emmendingen en un documento de donación al monasterio de Todos los Santos en Schaffhausen (Suiza)[2]
- 1127: primera mención de Hochburg (Hachberg) en un documento del obispo de Constanza[2]
- 1158: monjes cistercienses de Frienisberg, en el actual cantón de Berna, fundan el monasterio de Tennenbach[2]
- 25 de julio de 1415: el Margrave Otón II de Hachberg vende el castillo y el territorio circundante de Hachberg al margrave Bernardo I de Baden[2]
- 10 de agosto de 1418: a instancias del margrave Bernardo I, Segismundo concede a Emmendingen el título de ciudad[2]

## Barrios
Barrios del núcleo de la ciudad:
- Niederemmendingen
- Bürkle-Bleiche

Barrios con administración local propia:
- Kollmarsreute
- Maleck
- Mundingen
- Wasser
- Windenreute

## Puntos de interés
- Archivo alemán de diarios
- Biblioteca municipal[3] (sitio web: www.stadtbibliothek-emmendingen.de) en la Casa Schlosser que tiene este nombre, porque Johann Georg Schlosser vivió aquí de 1774 a 1787. Su primera esposa Cornelia murió en esta casa el 8 de junio de 1777.[4]
- Castillo de Hochburg con museo sobre el monte Hornberg
- Camino de esculturas de Emmendingen
- Colección Geyer zu Lauf
- Jardín municipal,[5] a continuación nuevo cementerio judío[6] y cementerio de la montaña que ofrece una espléndida vista sobre la ciudad y los alrededores.[7]
- Museo judío de Emmendingen
- Nuevo Palacio de Emmendingen
- Palacio de Emmendingen con museo
- Plaza del mercado[8]
- Plaza del Palacio[9]
- Puerta de Niederemmendingen con galería de exposiciones
- Viejo cementerio con las tumbas de Cornelia Schlosser y Carl Friedrich Meerwein[10]

## Personajes
- Harriet Straub (1872-1945)
- Fritz Boehle (1873-1916)
- Fridolin Bosch (1889-1964)
- Franz Merkle (1905-1960)
- Ernst Thomann (* 1910)
- Margret Thomann-Hegner (1911-2005)
- Rolf Schweizer (* 1936)
- Jan Männer (* 1982)
- Dennis Bührer (* 1983)
- Anne Kaiser (*1987)
- Alfred Döblin escritor (1878-1956)